# リガ・ゲットー

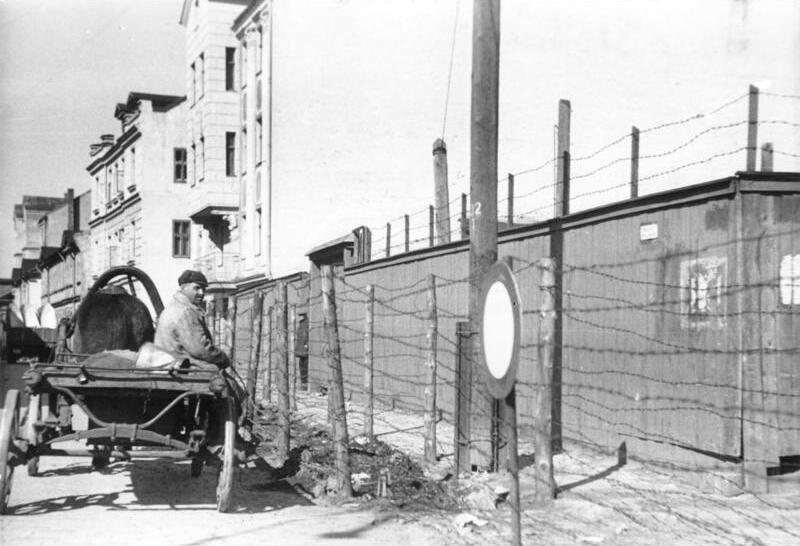
1942年のリガ・ゲットー

リガ・ゲットー（Riga Ghetto）は、ナチス・ドイツがラトビアのリガに創設したユダヤ人ゲットーである。

## 歴史
リガには19世紀後半（当時はロシア帝国領）からユダヤ人が本格的に移住し始めた。19世紀末のリガには2万2000人のユダヤ人が暮らしており、それはリガの人口の8.4%を占めていた。19世紀末のリガのユダヤ人共同体はヨーロッパでもっとも繁栄しているユダヤ人共同体であった。たくさんのシナゴーグが存在し、ユダヤ人の各種学校や福祉団体が充実していた。ロシア帝国が崩壊した後の1918年11月にラトビアは独立を宣言し、リガがその首都となった。ラトビア独立時代にもリガのユダヤ人共同体はしばらくは繁栄し続けた。1935年の時点でリガには4万4000人のユダヤ人が暮らしており、リガの人口の11.3%を占めていた。しかし1934年にラトビアに半ファシズム的な政権が誕生するとユダヤ人迫害が強まり、1934年7月7日にはユダヤ人の権利を制限する法律が公布されている。
1939年の独ソ不可侵条約の秘密協定に基づき、1940年にソ連はラトビアに侵攻してリガも赤軍に占領された。様々な自由を抑圧するヨシフ・スターリンのラトビア赤化政策にユダヤ人含むリガ市民は大いに苦しめられた。リガの「人民の敵」は次々とソ連本国の強制収容所へ送られた。その中にはユダヤ人も数千人ほど含まれていた（ただこの後ナチスがリガを占領してリガ・ユダヤ人をすべて殺戮したので結果的にこの際にソ連の強制収容所へ送られたユダヤ人はソ連収容所内で死亡した者を除いて命だけは助かった）。
1941年6月にドイツ軍がソ連へ侵攻を開始し、7月1日にはリガもドイツ軍によって占領された。ドイツ軍占領後ただちにリガ市内のシナゴーグは焼き払われ、アインザッツグルッペンA隊によるユダヤ人大量銃殺が吹き荒れた。この銃殺活動にはラトビア人も参加していた。ナチスはソ連と異なりユダヤ人だけを迫害のターゲットにしたので、多くのラトビア人にとってはナチスは解放軍的な存在だった。ナチスに協力してユダヤ人を迫害するラトビア人は多かった。ユダヤ人にとってはどちらの占領下でも悲惨だが、ナチス占領下だと集中的にターゲットにされる上、絶滅政策により定期的に殺されるので最悪だった。1941年7月中だけで5000人ものリガ・ユダヤ人がナチスによって銃殺されている。また銃殺を免れた他のリガ・ユダヤ人にも他のドイツ占領地と同様の様々な制限が課せられた。財産没収、公共交通機関の利用禁止、強制労働の徴用、黄色いダビデの星の着用義務などである。
ドイツ当局の命令によりリガにユダヤ人長老評議会とユダヤ人警察が創設された。さらにリガ北部郊外のモスクワ地区にユダヤ人が集められ、ゲットー創設の準備が開始された。1941年8月25日にこの区域が封鎖されてリガ・ゲットーとなった。11月19日にはリガ・ゲットーが二つに分離された。有用な労働者のユダヤ人5000人は小ゲットー、それ以外のユダヤ人は大ゲットーに収容された。二つのゲットーは完全に分離されており、相互の接触は禁止されていた。
大ゲットーの住民はただちに全員殺されることとなった。11月30日にドイツ警察部隊が大ゲットーに侵入してきて1万5000人のユダヤ人を狩りたて、リガから8キロの所にあるルムブラ森(en)ヘ連行してそこで銃殺している。残りの大ゲットー住民も12月7日から9日にかけてルムブラ森へ追いたてられて銃殺された。
1941年12月から1942年の最初の数カ月にかけてドイツ各都市やウィーン、プラハなどから1万6000人のユダヤ人がリガ・ゲットーに移送されてきて、空になっていた大ゲットーに収容された。そのため大ゲットーは「ドイツ・ゲットー」などと呼ばれるようになった。ただしこのうち数千人は1942年2月と3月に森に連れて行かれて殺害されている。
1942年11月1日にリガ・ゲットー司令官クルト・クラウゼSS中尉の命令により小ゲットーは閉鎖され、「ドイツ・ゲットー」と統合された。そして「ドイツ・ゲットー」がドイツ・ユダヤ人のR区画とラトビア・ユダヤ人のL区画に分離された。1943年中には飢餓と病気によりゲットー住民はどんどん命を落としていき、ゲットーの人口は減った。移送も行われ、特に1943年夏に移送がピークに達した。移送者の多くはカイザーヴァルト強制収容所へ移送されている。その後も残っていたゲットー住民は1943年11月2日に森に連れていかれて銃殺されている。ここにリガ・ゲットーは完全に消滅した。
1944年10月13日に赤軍がリガを解放したが、この時に生存していたリガ・ユダヤ人は隠れていた者150人だけだった。このうち40人のユダヤ人はヤニス・リプケとヨハンナ・リプケのラトビア人夫妻によって匿われていた。彼らは1987年にイスラエルのヤド・ヴァシェムより「諸国民の中の正義の人」の称号を贈られている。